# Сен-Гатьен-де-Буа
Сен-Гатье́н-де-Буа́ (фр. Saint-Gatien-des-Bois) — коммуна во Франции, находится в регионе Нижняя Нормандия. Департамент коммуны — Кальвадос. Входит в состав кантона Онфлёр. Округ коммуны — Лизьё.
Код INSEE коммуны — 14578.

## Население
Население коммуны на 2010 год составляло 1363 человека.
| 1962 | 1968 | 1975 | 1982 | 1990 | 1999 | 2010 |
| ---- | ---- | ---- | ---- | ---- | ---- | ---- |
| 850  | 807  | 983  | 1054 | 1182 | 1163 | 1363 |

## Экономика
В 2010 году среди 854 человек трудоспособного возраста (15—64 лет) 626 были экономически активными, 228 — неактивными (показатель активности — 73,3 %, в 1999 году было 69,7 %). Из 626 активных жителей работали 579 человек (317 мужчин и 262 женщины), безработных было 47 (17 мужчин и 30 женщин). Среди 228 неактивных 59 человек были учениками или студентами, 95 — пенсионерами, 74 были неактивными по другим причинам.